# Charlotte Roche

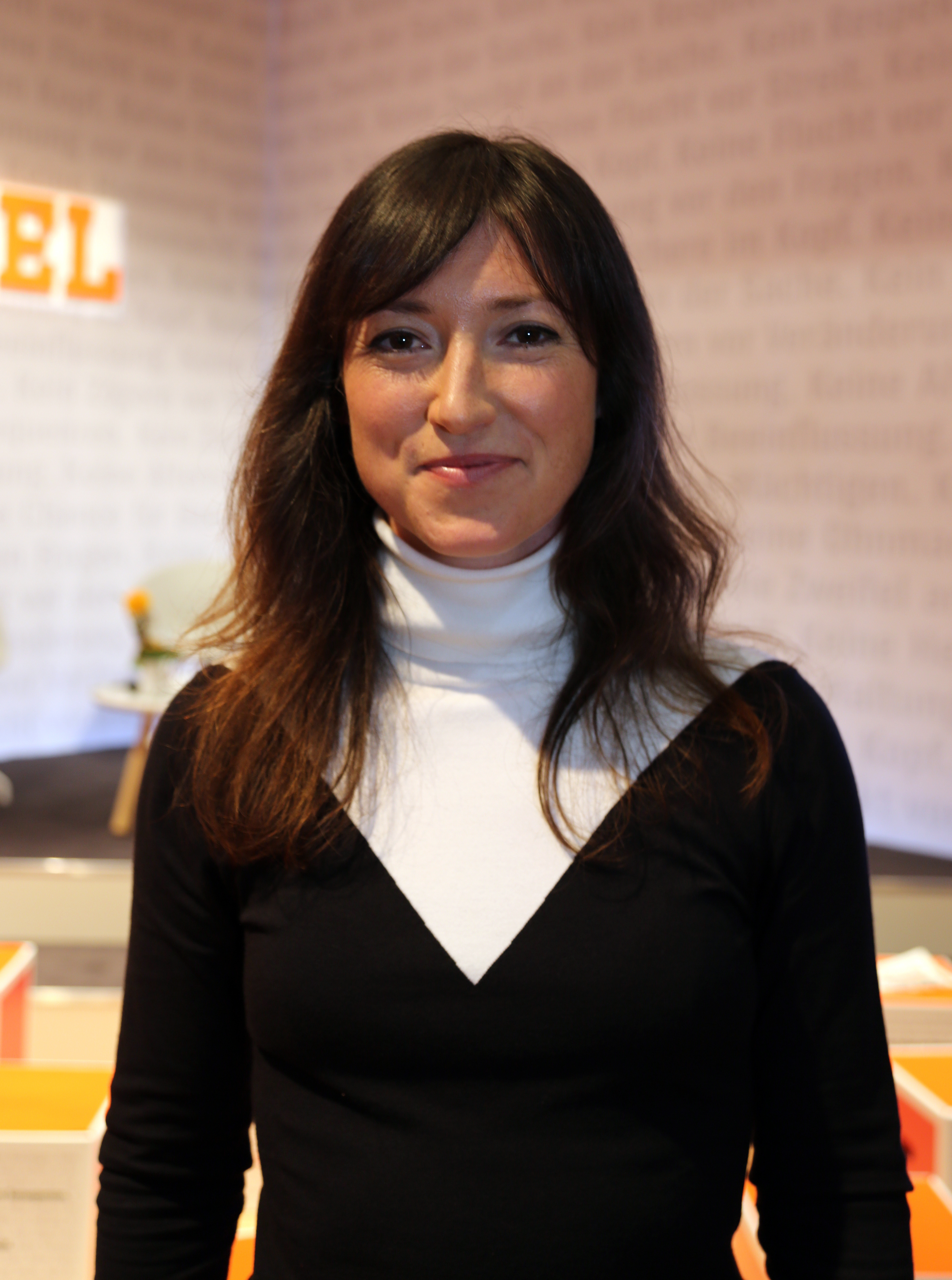
Charlotte Roche, 2015

Charlotte Elisabeth Grace Roche (ur. 18 marca 1978 w High Wycombe w Anglii) – niemiecka prezenterka telewizyjna. Prowadziła między innymi program Fast Forward w telewizji Viva Zwei. Autorka skandalizującej powieści Wilgotne miejsca (2008).
Urodziła się w 1978 w High Wycombe w Anglii, a wychowała w Niemczech. Za prowadzenie programów m.in. w stacjach VIVA, Arte i ZDF otrzymała nagrodę im. Adolfa Grimme’a, jedną z najbardziej prestiżowych nagród telewizyjnych w Niemczech, oraz Bawarską Nagrodę Telewizyjną. Wilgotne miejsca są jej debiutem powieściowym.
Mieszka w Kolonii, jest mężatką i ma jedno dziecko.

## Powieści
- Wilgotne miejsca (Feuchtgebiete, 2008), Wydawnictwo Czarna Owca, Warszawa 2009, ISBN 978-83-7554-109-0.
- Modlitwy waginy (Schoßgebete, 2011), Wydawnictwo Czarna Owca, Warszawa 2012, ISBN 978-83-7554-212-7.